# Barbara Goldstein
Barbara Goldstein (* 27. Februar 1966 in Neumünster; † 23. März 2014 in Gröbenzell) war eine deutsche Autorin von Sachbüchern, Romanen und historischen Romanen.

## Leben
Nach dem Abitur 1985 und der Ausbildung in einer Akademie in Bad Homburg vor der Höhe arbeitete Barbara Goldstein einige Jahre lang in Frankfurt am Main als Sekretärin der Geschäftsführung deutscher und schottischer Unternehmen sowie einer japanischen Bank, bevor sie als Assistentin des Vorstandssprechers einer neu gegründeten deutschen Direktbank nach München ging, neben der beruflichen Tätigkeit ein Fernstudium der Philosophie und Sozialen Verhaltenswissenschaften aufnahm und ihr erstes Sachbuch über Jesus von Nazaret verfasste: Jeschua ben Joseph.
Wenige Monate später wechselte sie in die Personalabteilung der Advance Bank, wo sie als Managerin für die Gewinnung und Betreuung von Mitarbeitern zuständig war und als Projektleiterin Firmenfusionen und Standortverlagerungen begleitete, Vergütungsmodelle entwickelte und eine Studie zur Eröffnung von Niederlassungen in ganz Europa erarbeitete. In dieser Zeit entstand auch das zweite Fachbuch über das Call Center Management.
Ihr erster historischer Roman Die Baumeisterin entstand 2001 und erschien 2005 bei Weltbild. Im Jahr 2012 veröffentlichte die Autorin den Roman erneut unter dem Titel Die Herrin der Pyramiden.
Ab 2003 arbeitete Barbara Goldstein in der Nähe von München als freie Schriftstellerin historischer Romane, die alle in der Verlagsgruppe Lübbe erschienen sind und in mehrere Sprachen übersetzt wurden. In ihren Romanen Der vergessene Papst (2009), Der Gottesschrein (2010) und Der Ring des Salomo (2010) geht es um Papst Eugen IV. sowie die katholisch-orthodoxe Kirchenunion von Florenz 1439 und deren Nachwirkungen.
Nach 2010 schrieb Barbara Goldstein unter einem ersten Pseudonym auch Landschafts-/Sehnsuchtsromane über den Anfang des 20. Jahrhunderts auf dem amerikanischen Kontinent. Die Bücher sind in der Verlagsgruppe Lübbe erschienen.
Im Jahr 2013 veröffentlichte sie unter ihrem zweiten Pseudonym Lara Myles weitere Romane. Mit diesem neuen Marktauftritt etablierte sich Barbara Goldstein als Lara Myles auch im Markt der modernen Gegenwartsliteratur.

## Werke als Barbara Goldstein
- Jeschua ben Joseph. Leben, Umfeld und Predigt Jesu. 1997, ISBN 3-8260-1304-2.
- Call Center Management. Ein Leitfaden für Unternehmen zum effizienten Kundendialog. 1999, ISBN 3-406-43262-X.
- Die Baumeisterin. 2005, ISBN 3-8289-7263-2.
- Der Maler der Liebe. 2005, ISBN 3-404-15281-6. (Titel 2013: Der Fürst der Maler)
- Die Kardinälin. 2006, ISBN 3-404-15467-3.
- Der Herrscher des Himmels. 2007, ISBN 978-3-404-15609-2.
- Die Evangelistin. 2008, ISBN 978-3-404-15794-5.
- Der vergessene Papst. 2009, ISBN 978-3-404-15948-2.
- Der Gottesschrein. 2010, ISBN 978-3-404-16363-2.
- Der Ring des Salomo. 2010, ISBN 978-3-404-16523-0.
- Das letzte Evangelium. 2011, ISBN 978-3-404-16615-2.
- Die Herrin der Pyramiden. 2012, ISBN 978-1-4848-9825-3.
- Das Testament des Satans. 2013, ISBN 978-3-404-16739-5.
- Die Baumeisterin. 2001/2013, ISBN 978-1-4910-9321-4.
- Der Sohn des Himmels und der Erde. 2002/2013, ISBN 978-1-4910-7466-4.

## Werke als Lara Myles
- Lachen mit Tränen in den Augen. 2013, ISBN 978-1-4848-8175-0.
- In Gedanken bei dir. 2013, ISBN 978-1-4848-5422-8.